# CRミスターマリック
CRミスターマリックは、1999年8月に、マルホンが開発、発売したCRデジパチ。超魔術師Mr.マリックとのタイアップ機。

## 特徴
- 全ての図柄で確率変動の可能性があり、大当たり終了後、「トランプチャンス」演出で確率変動か否かが決まるという趣向で、引いたカードが女神カード時に確率変動、ジョーカーで通常大当たりとなる（正確には中絵柄の青、ピンク、赤、緑の組み合わせで確率変動か通常かがあらかじめ決まっている）。

## スペック
- 『CRミスターマリックR』
  - 大当たり確率 1/311.8（高確率 1/89.1）
  - 大当たり図柄 「A、2～9、J、Q、K」、「トランプチャンス」演出の女神カード時に確率変動（1/2）。
  - 賞球数 5&15 大当たり16R9C
  - リミッター 45回

※ 大当たり確率数値はメーカー発表値。

## 演出
- 「台詞予告」
- 「ファイヤーリーチ」
- 「図柄予言リーチ」
- 「ハトリーチ」
- 「ハンドパワーリーチ」
- 「謎の助っ人登場」